# Serviers-et-Labaume
Serviers-et-Labaume là một xã trong vùng Occitanie. Xã Serviers-et-Labaume nằm ở khu vực có độ cao trung bình 145 mét trên mực nước biển.
Diện tích là 12,22 km2, dân số năm 1999 là 355 người.